# Сергій Пархоменко (футболіст)
Сергій Пархоменко (рум. Serghei Parhomenco; нар. 5 серпня 1973) — радянський, молдовський та український футболіст, півзахисник.

## Клубна кар'єра
Вихованець кишинівського ШІСП. Футбольну кар'єру розпочав у 1986 році в нікопольському «Колосі», який виступав у Другій лізі чемпіонату СРСР. У 1991 році повернувся в Молдову, де став гравцем «Зімбру», яке виступало в Першій лізі союзного чемпіонату. Після розпаду СРСР залишився в команді. У 1992 році «Зімбру» став першим чемпіоном незалежної Молдови. Того ж року виїздить до України, де підписує контракт з вищоліговою вінницькою «Нивою». Дебютував у вінницькому колективі 16 лютого 1992 року в програному (0:1) виїзному поєдинку 1/32 фіналу кубку України проти стрийської «Скали». Сергій вийшов на поле на 60-й хвилині, замінивши Сергія Шубіна. Проте дебютувати в українській «вишці» Пархоменку не судилося, «Нива» за підсумками сезону вилетіла до Першої ліги. У цьому турнірі Сергій дебютував 11 серпня 1992 року в переможному (1:0) домашньому поєдинку 1-о туру проти чернігівської «Десни». Пархоменко вийшов на поле в стартовому складі, але вже на 20-й хвилині його замінив Георгій Харя. Єдиним голом у футболці «Ниви» відзначився 7 серпня 1992 року на 100-й хвилині переможного (3:0) домашнього поєдинку 1/32 фіналу кубку України проти баранівського «Кераміка». Сергій вийшов на поле на 67-й хвилині, замінивши Олександра Горшкова. У складі вінницького колективу в Першій лізі зіграв 3 матчі, ще 4 матчі (1 гол) провів у кубку України.
У 1993 році повернувся в «Зімбру», кольори якого захищав до завершення сезону 1993/94 років. З 1994 по 1999 рік виступав у тираспольському «Тилігулу». Потім перейшов у кам'янський «Геппі Енд», з яким пройшов шлях від нижчих дивізіонів до Національного дивізіону Молдови. У сезоні 2001/02 років у молдовській «вишці» зіграв 21 матч та відзначився 1 голом, а по завершенні сезону закінчив кар'єру футболіста.

## Кар'єра в збірній
Викликався до складу національної збірної Молдови. Дебютував у збірній 2 липня 1991 року в програному (2:4) домашньому поєдинку проти Грузії. Пархоменко вийшов на поле в стартовому складі, а на 46-й хвилині його замінив Георгій Харя. Востаннє в футболці молдовської збірної виходив на поле 23 вересня 1998 року в нічийному (0:0) поєдинку проти збірної Румунії, яка складалася з гравців національного чемпіонату. Сергій вийшов на поле на 46-й хвилині, замінивши Геннадія Пушку. З 1991 по 1998 рік зіграв у 4-х товариських матчах збірної. 

## Досягнення
- Національний дивізіон Молдови
  -  Чемпіон (3): 1992, 1993, 1994

- Кубок Молдови
  -  Володар (1): 1995